# Séliba (Basse-Kotto)
Séliba est une commune rurale de la préfecture de la Basse-Kotto, en République centrafricaine. Elle s’étend au nord-ouest de la localité de Mingala.

## Géographie
La commune est située au nord de la préfecture de Basse-Kotto et est limitrophe de la Ouaka.
|              | Haute-Baïdou |       |
| Yambélé-Ewou | Séliba       | Kotto |
| Bangui-Ketté | Guiligui     |       |

## Villages
La commune compte 36 villages en zone rurale recensés en 2003 : Bada 1, Bada 2, Bada 3, Bagara, Bana-Oya (1 et 2), Bingui, Bounga 1, Bounga 3, Bounga 4, Bounga 6, Ewou, Gao, Gbada, Gbagara, Gbregue, Guereoudji, Hodjo 1, Hodjo 2, Lamanga (1 et 2), Manakoe, Mbale, Mbima, Mene, Ngalia 3, Ngama, Ngawo, Ngbolo, Ngouli 2, Ngourmanda 1, Ngourmanda 2, Rehou-Bingui, Sago 1, Sago 2, Sago 3, Segnere 1, Touhouga.

## Éducation
La commune compte 3 écoles : Bana-Oya, Ndouroukoli et Odjo.